# Philippe Émile Cuvelier

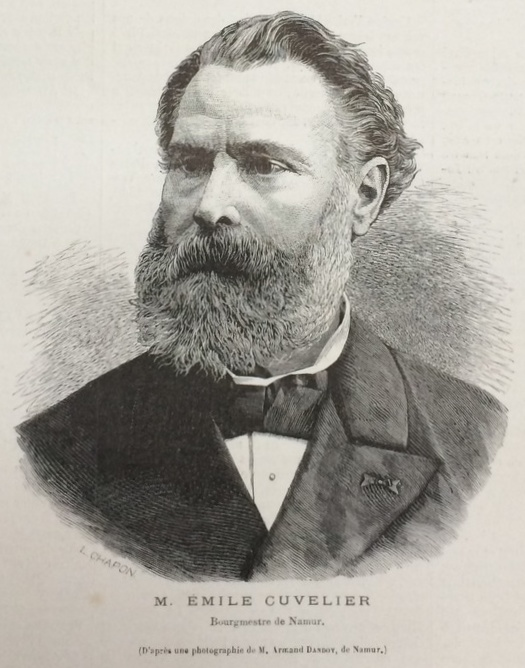
Philippe Émile Cuvelier

Philippe Henri Émile Cuvelier (Houdeng-Aimeries, 31 maart 1816 - Namen, 16 augustus 1890) was een Belgisch volksvertegenwoordiger en  burgemeester.

## Levensloop
Cuvelier was de zoon van de schrijver Philippe Cuvelier en van Marie-Thérèse Delattre. Hij trouwde met Cathérine Mercier.
Hij was aannemer van openbare werken in Namen en werd verkozen in 1866 verkozen tot gemeenteraadslid van Namen, waar hij van 1873 tot 1878 schepen en van 1878 tot aan zijn dood burgemeester was. Hij was ook provincieraadslid van 1872 tot 1876 en van 1880 tot 1882.
Hij volgde in juni 1882 de overleden katholieke volksvertegenwoordiger Armand Wasseige op als liberaal volksvertegenwoordiger voor het arrondissement Namen en vervulde dit mandaat tot aan de verkiezingen van juli 1884.